# Лимонарь

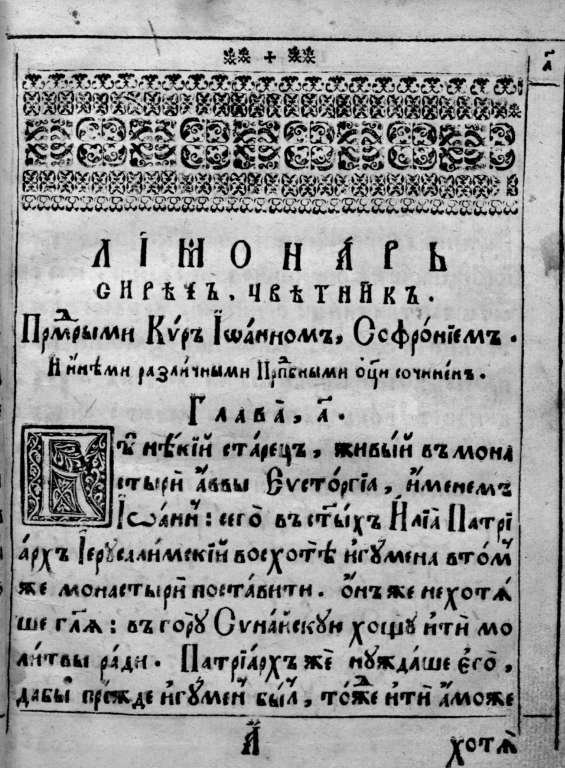
Киевское издание 1628 года

Лимона́рь (Лимона́рий; греч. Λειμωνάριον, буквально «лужок», от λειμών «луг, цветник», лат. Pratum spirituale, «Луг духовный», также именуется «Синайский патерик») — византийский сборник нравоучительных повествований о жизни христианских подвижников. Основным автором текстов Лимонария считается инок Иоанн Мосх (VII век). Закончен, дополнен и издан этот труд был другом и соратником Иоанна Мосха Софронием Иерусалимским. Лимонарь имеет несколько редакций, наиболее полной является «Великий Лимонарь» (греч. Λειμωνάριον μεγα).
Заглавие разъясняется самим Мосхом во вступлении; рассказы и афоризмы, составляющие книгу, разнообразные обличья аскетической добродетели, в ней представляемые, — словно пестрые цветы на лугу, их которых сочинитель то ли сплетает гирлянду, то ли, «подражая премудрой пчеле», собирает душепитательный мед. Лимонарь был переведён на славянский язык и впервые напечатан Спиридоном Соболем в Киеве в 1628 году.